# Mariage homosexuel au Danemark
- Mariage homosexuel
- Autre type de partenariat (ou concubinage)
- Cohabitant enregistré
- Mariage reconnu dans une mesure limitée mais non célébré
- Unions de personnes de même sexe non reconnues
- Mariage interdit par la Constitution

Le mariage entre personnes de même sexe au Danemark est autorisé depuis le 15 juin 2012 sur tout le territoire métropolitain du Danemark. Le Parlement du Groenland approuve à l'unanimité la légalisation du mariage entre personnes de même sexe, le 26 mai 2015. À leur tour, les Îles Féroé adoptent une législation équivalente le 29 avril 2016 qui entre en vigueur en 2017. 

## Danemark
La loi est adoptée le 7 juin 2012 et reçoit la sanction royale le 12 juin suivant. Elle remplace la plus vieille loi au monde sur le partenariat enregistré de juin 1989 qui est abrogée et remplacée par le mariage neutre tout en permettant le mariage religieux à l'Église luthérienne d'État.

## Groenland
Le 26 mai 2015, le Parlement du Groenland approuve à l'unanimité la légalisation du mariage entre personnes de même sexe. La loi entre en vigueur le 1er avril 2016.

## Îles Féroé
En mars 2014, un premier projet de loi ouvrant le mariage aux couples de même sexe sur ce territoire est rejeté par le Løgting par 20 voix contre et 11 pour.
Un nouveau projet est examiné par le Løgting à partir de novembre 2015 et la loi est finalement adoptée en troisième lecture le 29 avril 2016. Le 25 avril 2017, le Parlement danois adopte les adaptations législatives nécessaires. La loi entre en vigueur le 1er juillet suivant.